# Żorżiwka
Żorżiwka (ukr. Жоржівка) – wieś na Ukrainie, w  obeodzie połtawskim, w rejonie myrhorodzkim, w hromadzie Szyszaky. W 2001 liczyła 634 mieszkańców, spośród których 617 wskazało jako ojczysty język ukraiński, 13 rosyjski, 2 węgierski, 1 rumuński, a 1 inny.